# Novij Mir
A Novij Mir (orosz nyelven: Новый мир, jelentése 'új világ') 1925-ben alapított, a mai Oroszországban az egyik legrégebbi havonta megjelenő orosz irodalmi folyóirat. Alapítása óta Moszkvában jelenik meg. 
1947-től 1991-ig a Szovjetunió Írószövetségének folyóirata volt, 1991 óta kiadója a szerkesztők által létrehozott Novij Mir Alapítvány. Más irodalmi folyóiratokhoz hasonlóan nyomtatott és elektronikus változata is létezik.

## Története
A lapot 1925-ben az Izvesztyija lapkiadó részlegeként alapították. Az első évben Anatolij Lunacsarszkij közoktatásügyi népbiztos (1931-ig a szerkesztőség tagja) és Jurij Sztyeklov, az Izvesztyija napilap főszerkesztője irányította. 1926-ban a szerkesztés vezetését Vjacseszlav Polonszkij kritikusra bízták (1931-ig), és az 1930-as évek elejétől a Novij Mir már a  szovjet orosz irodalom központi folyóiratának számított. Itt látott napvilágot például Jeszenyin poémája, A fekete ember (Чёрный человек, 1926), Leonyid Leonov és Borisz Pilnyak (1926) néhány műve vagy részleteiben Makszim Gorkij Klim Szamgin élete című regénye (1929).
A háború után Konsztantyin Szimonov költő, író (1946–1950), majd Alekszandr Tvardovszkij vette át a szerkesztés irányítását. Őt 1954-ben eltávolították a vezetésből, de 1958-ban újra kinevezték főszerkesztőnek. A nevével fémjelzett következő bő évtized (1958–1970) a folyóirat történetének kiemelkedő korszaka volt. Hamarosan Vlagyimir Laksin irodalomtörténész lett a főszerkesztő-helyettes, aki a kritikai rovatot vezette. Ők ketten a korhoz képest viszonylag „liberális” irányvonalat valósítottak meg. Itt jelent meg 1962-ben Alekszandr Szolzsenyicin Ivan Gyenyiszovics egy napja című nagy hatású elbeszélése, állítólag a pártfőtitkár, Nyikita Hruscsov személyes engedélyével. A folyóiratban jelentek meg többek között Csingiz Ajtmatov, Vaszilij Suksin, Jurij Trifonov, Vlagyimir Vojnovics és mások prózai munkái is. Tvardovszkijnak sikerült elérnie, hogy közölhesse Vaszilij Grosszman Az igaz ügyért (За правое дело) című regényének első részét, amiért az írót és a lapot is több kemény kritika érte.
1986-ban a folyóiratnak először lett párton kívüli föszerkesztője: Szergej Zaligin író. Az ő idejében a lap népszerűsége hirtelen felszökött, hasonlóan más lapokéhoz, hiszen ez volt előbb az ún. „peresztrojka” időszaka, majd a Szovjetunió felbomlásának és a rendszerváltásnak a kora. 1985-ben a lap példányszáma 425 ezer volt, 1990-ben ez a szám rekord mértékűre, közel 2,7 millióra emelkedett. A Szovjetunióban ez a folyóirat közölte először – sok más kiemelkedő irodalmi mű mellett – Borisz Paszternak korábban betiltott regényét, a Zsivago doktort (1988) és Alekszandr Szolzsenyicin több művét, köztük A GULAG szigetvilágot (1989). Ekkor jelentek meg a lapban olyan – korábban nem, vagy alig publikált – szerzők munkái, mint Joszif Brodszkij vagy Varlam Salamov.
1947 és 1990 között a Novij Mir a Szovjetunió Írószövetségének hivatalos orgánuma volt, de gazdasági szempontból az Izvesztyija lapkiadó vállalathoz tartozott. 1991-ben levált a lapkiadótól és független kiadvány lett. A piaci viszonyokra áttéréssel és a pénzromlás következtében is az előfizetők száma és a példányszám drasztikusan lecsökkent. Az új piaci helyzet kikényszerítette a szerkesztési politika megváltoztatását. Korábban a lapszámok jelentős része regények folytatásos közlésén alapult, de most előtérbe került a rövidebb formák: novellák, ciklusok, rövidebb híranyagok közlése. A további nagy változást az internet elterjedése hozta magával.

## 21. század
A század első két évtizedében a folyóirat főszerkesztője Andrej Vaszilevszkij költő, kritikus, aki 1998 óta tölti be a tisztséget. Ebben az időszakban folytatódott az oroszországi ún. „vastag” irodalmi folyóiratok – köztük a Novij Mir – gazdasági alapjának megrendülése, jelentőségük és példányszámuk gyors csökkenése. A főszerkesztő szerint 2009-ben a lap 4800 példányban jelent meg, 2019-ben már csak 2000 példányban. Évente 150–170 szerző szövegeit közölte, akik fele részben a lap „saját” szerzői.
A Novij Mir általános irányultságát a főszerkesztő röviden így jellemezte: „Nem vagyunk mindenevők, és igyekszünk elkerülni a különféle radikális [irodalmi] kísérleteket vagy újításokat. Tehát továbbra is megpróbáljuk a mainstreamet, vagyis az úgynevezett „fő áramlatot” képviselni a kortárs prózában és költészetben. Másfelől azonban ez a „fő áramlat” a stílusváltozatok vonatkozásában elég széles.”
Az internet megjelenésével a Novij Mir is elindította online verzióját, ennek szerkesztője Szergej Pavlovics Kosztirko író, próza- és esszéíró, kritikus. Az online verzió a Zsurnalnij zal (Журнальный зал, jelentése 'folyóirat terem') nevű projekt oldalain jelentkezik, mely a  legismertebb „vastag” irodalmi lapok gyűjtőhelye, „farmja”.
1964-ben a szerkesztőség az egykori Sztrasztnoj-kolostor fennmaradt bérházának egy részében kapott helyet, azóta is ott működik. Később az alapítványuk is az épületben rendezkedett be, ingyenes használati szerződésük 2024-ig szól. 2019-ben az orosz ortodox egyház keresetet nyújtott be a bírósághoz, hogy a házrész az állami és a moszkvai vagyonügynökségtől visszakerülhessen az egyház tulajdonába. A bíróság helyt adott az egyház keresetének, de a Novij Mir szerkesztősége és alapítványa legalább 2024-ig az épületben maradhat.

## Főszerkesztői
- Ivan Szkvorcov-Sztyepanov (1925–1926)
- Vjacseszlav Polonszkij (1926–1931)
- Ivan Gronszkij (1931–1937), letartóztatták, miután a lap közölte Borisz Pilnyak írásait
- Vlagyimir Sztavszkij (1937–1941)
- Vlagyimir Scserbina (1941–1946)
- Konsztantyin Szimonov (1946–1950)
- Alekszandr Tvardovszkij (1950–1954)
- Konsztantyin Szimonov (1954–1957), másodszor
- Alekszandr Tvardovszkij (1958–1970), másodszor
- Valerij Koszolapov (1970–1974)
- Szergej Narovcsatov (1974–1981)
- Vlagyimir Karpov (1981–1986)
- Szergej Zaligin (1986–1998)
- Andrej Vaszilevszkij (1998–)